# Adalbert Rambach
Adalbert Rambach (* 31. Juli 1807 in Hamburg; † 30. November 1887 ebenda) war ein Hamburger Arzt und Abgeordneter.

## Leben
Rambach war ein Sohn des Physikus Johann Jakob Rambach (1772–1812) und ein Enkel von Johann Jakob Rambach. Er besuchte 
das Johanneum und studierte ab 1827 in Halle Medizin.
1830 beendete er erfolgreich sein Studium und ließ sich in Hamburg als Arzt nieder. Rambach amtierte von 1886 bis 1887 als Armenarzt. Von 1864 bis zu seinem Tod gehörte er dem Vorstand der Pestalozzistiftung an. 
Von 1859 bis 1871 gehörte Rambach der Hamburgischen Bürgerschaft an. 